# 馬爾堡檔案

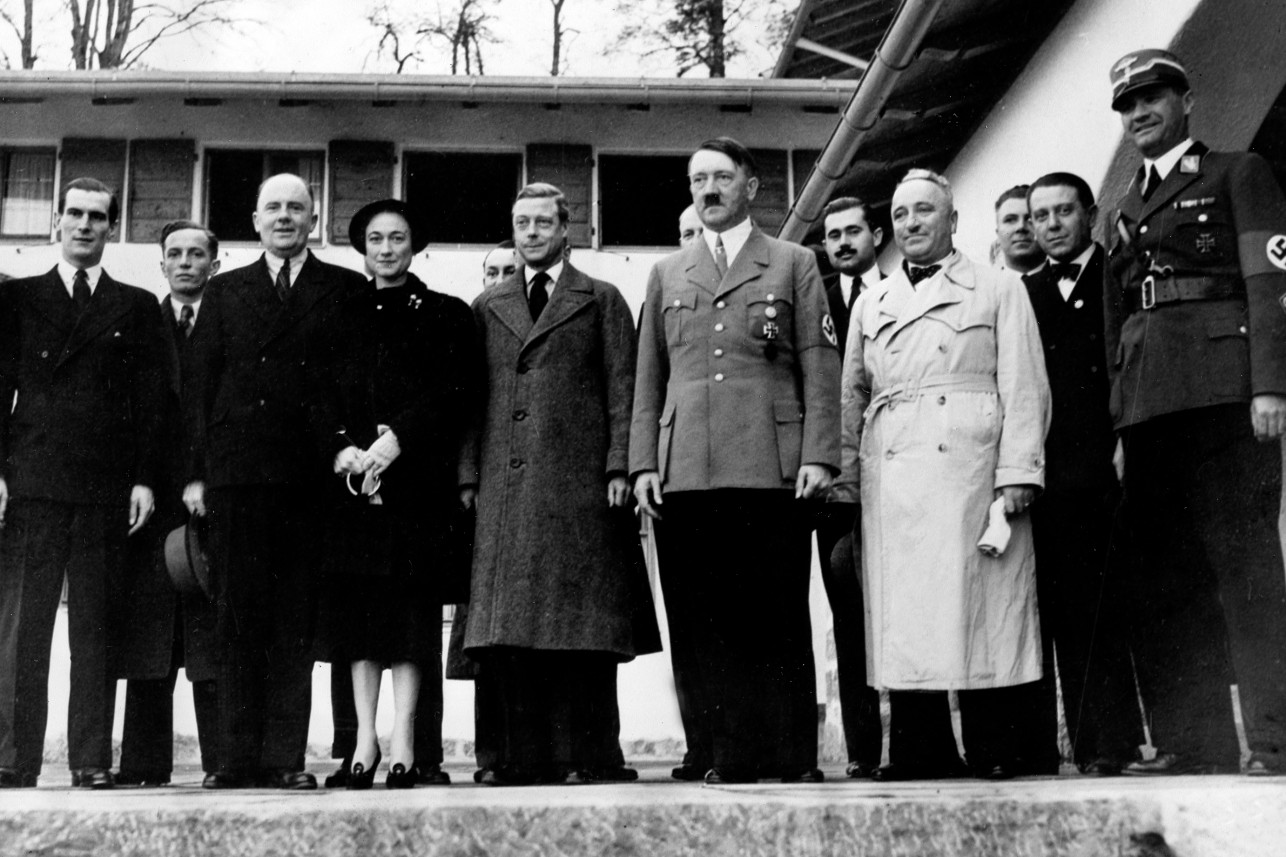
溫莎公爵伉儷（右四、右六）在希特勒等人的陪同下拜訪貝格霍夫

馬爾堡檔案（英語：Marburg Files），又稱溫莎檔案（Windsor Files）或溫莎公爵檔案（Duke of Windsor Files），是在1945年5月於德國哈茨山附近尋獲，並在黑森州馬爾堡的馬伯格城堡匯集的一系列絕密文件，其中詳細紀錄了納粹德國在1940年前後策劃的「威利行動」，表明他們曾企圖勸說前英王溫莎公爵愛德華為軸心國站台，從而迫使英國坐上談判桌。

## 發現

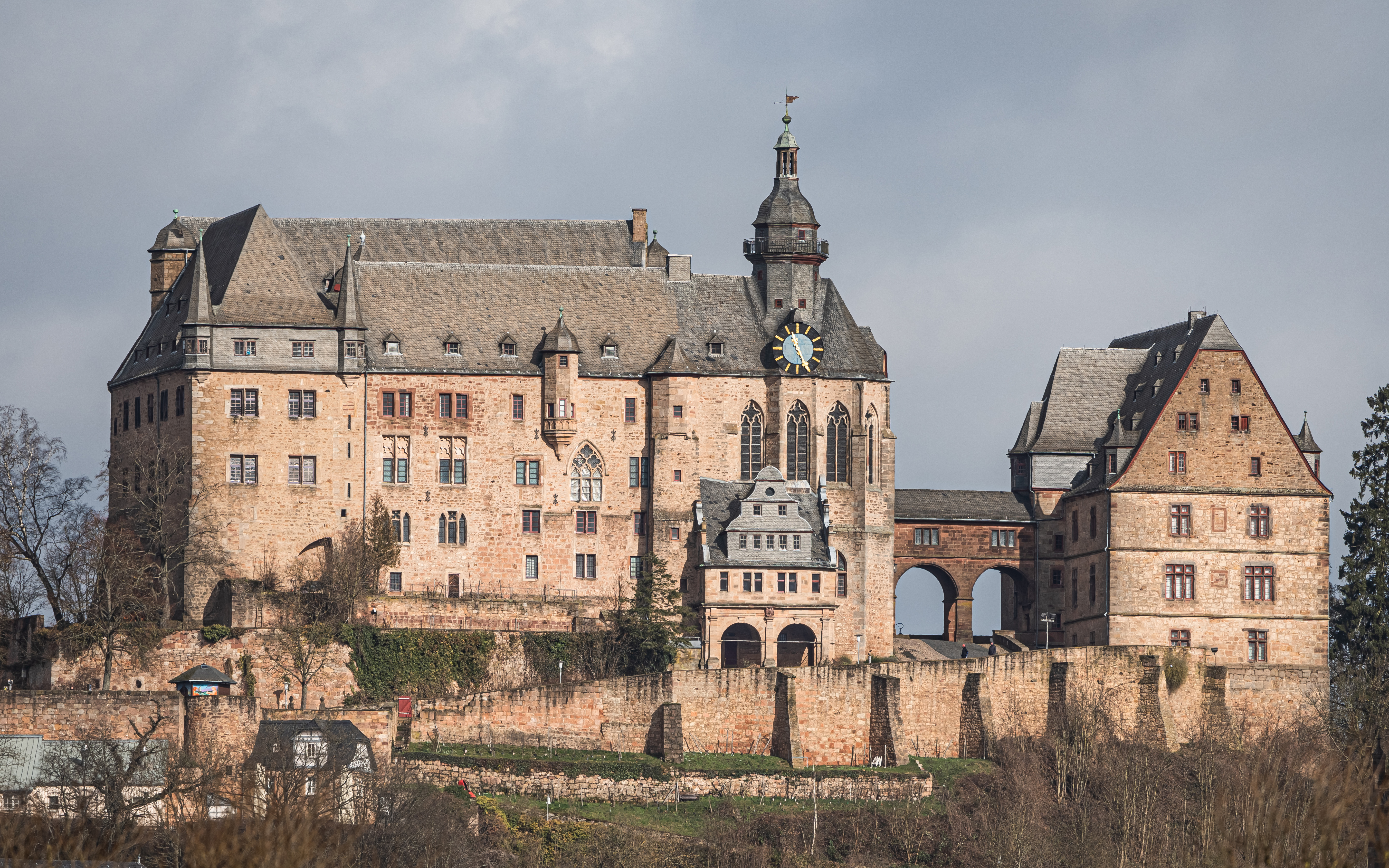
馬伯格城堡

當美國陸軍第9步兵師行經至德格納斯豪森莊園外圍時，他們發現小路上散佈大量被德軍遺棄或摧毀的軍車，其中部分裝載著各式納粹政府的檔案。第47步兵團戰鬥與情報部門所屬，出生於哈茨山區的達維德·西爾伯貝格（David Silberberg）中尉從中發現了一些署有納粹德國外交部长约阿希姆·冯·里宾特洛甫簽名的文件，他隨即返回莊園內調查其發現，之後更與其他情報官一起在馬伯格城堡和邁斯多夫宮發現許多其他物品。與此同時，美軍在艾森納赫周邊地區擒獲剛從特雷富特撤退的希特勒隨身翻譯保羅-奧托·施密特的助手卡爾·馮·勒施（Karl von Loesch）。後者表明自己曾受施密特所託，銷毀所有其放在檔案館內的所有機密文件。他燒了大半，但私下保留了一小部分，並把它們埋藏在馬爾堡近郊的地下，以換取追訴豁免。勒施被俘虜後在偶然之下接觸到的英國文件小組負責人R·C·湯姆森（R. C. Thomson）中校，並帶他們找到文件的埋藏地。
美軍最終起出約400噸的資料，隨後一併送往馬伯格城堡審閱。經檢查過後，至少50份文件據稱包含溫莎公爵愛德華（前稱「愛德華八世」）與納粹德國高層之間的通信。文件之後交予美國外交人員仔細審核，然後他們再將原稿和複印本轉送至英國政府。時任英國首相溫斯頓·邱吉爾隨即覲見國王喬治六世，討論這些檔案的真實性，後者閱覽過後要求對此查禁，並且不淮公諸於世。1948年，馬爾堡檔案被送至英國白金漢郡的華頓莊園安放。

## 內容
發掘出的文件和信函中據稱進一步揭發了納粹在1940年擬定的「威利行動」，該計劃試圖讓溫莎公爵相信其弟弟喬治六世和首相邱吉爾正謀劃一項陰謀，即在抵達巴哈馬時暗殺這位前英王，以說服他正式加入軸心國陣營，從而迫使英國坐上談判桌，甚至合謀一場綁架大戲，藉此勒索該國皇室和政府。馬爾堡檔案還披露納粹企圖復辟溫莎公爵，並承認其妻华里丝·辛普森為王后。作為交換，納粹德國的軍隊可在歐洲自由穿梭。
對英國王室打擊最大的文件無疑是公爵赴巴哈馬履任總督前與納粹的最後通信，其中記載著他鼓吹德國空軍對英國進行無差別的濫炸，以迫使英方展開和談。儘管馬爾堡檔案有部分文件表明愛德華確實同情納粹，但目前尚無證據顯示公爵接受過威利行動開出的任何條件，歷史學家們也認為他本人更為傾向接受英國政府提出的擔任巴哈馬總督建議。

## 公開
莫里斯·博蒙、瑪格麗特·蘭伯特和保羅·斯威特（Paul Sweet）是來自法、英和美的校訂者兼歷史學家，他們從1946年開始負責審查馬爾堡檔案。其中蘭伯特曾向時任英國首相溫斯頓·邱吉爾與其內閣大臣討論該份文件，並著重提及關於溫莎公爵的內容。當得知邱吉爾決定不公開馬爾堡檔案後，她宣佈有意辭去主審一職，以示抗議。蘭伯特堅持出版請求獲贝尔纳多特·埃弗利·施密特的支持，但在包括約翰·惠勒-本內特在內的英國歷史學家的壓力之下，她才同意推遲公佈。
一小部分文件於1954年遭公開，三年後全卷在公眾輿論壓力下被迫出版，更多的檔案則在1996年於邱園的公共檔案局大樓（現已併合至英國國家檔案館）釋出。。馬爾堡檔案的公佈據報令愛德華本人極其惱怒。公爵在1957年接受訪問時承認在里斯本暫居期間，有部分親近者同情納粹，並勸說其返回西班牙，不然一落地巴哈馬，夫妻兩人便會遭到暗殺，但他表示自己對這些閒言雜語嗤之以鼻。

## 在流行文化之中
馬爾堡檔案為Netflix電視劇《王冠》第二季第6集〈二戰過往〉（Vergangenheit）的主軸。內裡講述英女王伊莉莎白二世（克萊兒·芙伊飾）初步審視馬爾堡檔案過後，仍決定讓溫莎公爵（亞歷克斯·詹寧斯飾）重返公職，但在其夫菲臘親王（馬特·史密斯飾）、母伊莉莎白王太后（維多利亞·漢密爾頓飾）的規勸和前任君主私人秘書湯米·拉塞爾斯（皮普·托倫斯飾）公開更多檔案細節下，終回絕其叔叔的請求。該集導演菲麗帕·洛索普（Philippa Lowthorpe）表示她們在拍攝過程中使用了真實文件的複本。儘管伊莉莎白二世在史實上確有譴責過溫莎公爵的親德行徑，但歷史學家雨果·維克斯指該影集錯誤地暗示公爵在馬爾堡檔案公佈後便被逐出王室，而事實上他與其家族仍保有聯繫，且曾多次一起公開露面。